# 以色列陆军广播电台
以色列陆军广播电台（希伯來語：‎）是以色列國防軍运营的一个以色列全国性广播网络。该电台向以色列國民播送新闻、音乐、交通和教育等节目，并向士兵播送娱乐和军事等新闻。以色列陆军广播电台的工作人员有士兵和普通平民。
以色列陆军广播电台于1950年9月24日开始播送節目，前身是1948年阿拉伯-以色列戰爭期间哈加拿開設的廣播。从2013年12月起，该电台不再通过短波向欧洲聽眾播送節目。不過該電台在互联网上仍有一个直播频道。 